# Love Hangover
Singles de Diana Ross
I Thought It Took a Little Time (But Today I Fell in Love)
(1976) One Love in My Lifetime
(1976)
Pistes de Diana Ross
Kiss Me Now
Love Hangover est un single de 1976 de la chanteuse américaine Diana Ross. Écrite par Pamela Sawyer et Marilyn McLeod  et enregistrée en 1975, la chanson provient de l'album Diana Ross (1976). Elle a atteint la première place du classement des meilleures ventes de 45 tours aux États-Unis.

## Histoire
En 1975, c'est l'époque du disco mais la Motown n'aime pas ce style musical. Hal Davis, l'un des producteurs de la société, est toutefois convaincu qu'il faut rejoindre le mouvement et sortir un morceau disco. Il fait appel à Pam Sawyer et Marilyn McLeod et leur demande de composer une chanson pour Diana Ross. Quand il entend pour la première fois, Love Hangover, il sent qu'il tient un tube en puissance et convainc Diana Ross, plutôt réticente, de l'enregistrer.
Love Hangover sort le 3 avril 1976 et entre à la soixante-dix-huitième place du classement des meilleures ventes de 45 tours aux États-Unis. Le 29 mai 1976, le single décroche la première place et l'occupe durant deux semaines.

## Distinctions
Grâce à cette chanson, Diana Ross décroche en 1977 une nomination pour le Grammy Award de la meilleure prestation vocale R&B féminine.

## Dans les médias
Sauf indication contraire, les informations mentionnées dans cette section peuvent être confirmées par le générique de fin de l'œuvre audiovisuelle présentée ici, ainsi que par la base de données cinématographiques IMDb,  présente dans la section « Liens externes ».
- 2010 : Le Mac - bande originale